# Xian autonome tujia de Changyang
Le xian autonome tujia de Changyang (长阳土家族自治县 ; pinyin : Chángyáng tǔjiāzú Zìzhìxiàn) est un district administratif de la province du Hubei en Chine. Il est placé sous la juridiction de la ville-préfecture de Yichang.

## Démographie
La population du district était de 417 100 habitants en 1999.